# Agrostis idahoensis
Agrostis idahoensis Nash, 1897 è una specie di pianta appartenente alla famiglia delle Poacee.

## Descrizione
È un'erba perenne che cresce in piccoli cespi alti fino a 30 centimetri. Le foglie sono filiformi e lunghe pochi centimetri.

## Distribuzione e habitat
È originaria del Nord America occidentale dall'Alaska alla California al Colorado, ma si può trovare anche in Cile e nell'Argentina meridionale.
Cresce principalmente in habitat temperati.